# Trần Đình Hồng
Trần Đình Hồng là một chính trị gia người Việt Nam. Ông từng là Ủy viên Ban Thường vụ, Trưởng ban Tuyên giáo Thành ủy Đà Nẵng

## Sự nghiệp
Ông Trần Đình Hồng giữ chức Trưởng Ban Tổ chức Thành ủy Đà Nẵng từ ngày 3/9/2014. Trước đó, ông làm Phó Giám đốc Sở Xây dựng Đà Nẵng, Bí thư Huyện ủy Hòa Vang, Phó Trưởng Ban Thường trực Ban Tổ chức Thành ủy Đà Nẵng.
Ngày 18 tháng 1 năm 2018, Hội nghị Ban Thường vụ Thành ủy, Ban Chấp hành Đảng bộ thành phố Đà Nẵng khóa XXI nhiệm kỳ 2015-2020 đã họp xem xét quyết định thi hành kỷ luật đối với tổ chức và các cá nhân có trách nhiệm trong việc tham mưu dẫn đến khuyết điểm, vi phạm của tập thể Ban Thường vụ Thành ủy nhiệm kỳ 2015-2020; quyết định thi hành kỷ luật bằng hình thức Cảnh cáo đối với ông Trần Đình Hồng.